# Petačinci
Petačinci (izvirno srbsko Петачинци) je naselje v Srbiji, ki upravno spada pod Občino Dimitrovgrad; slednja pa je del Pirotskega upravnega okraja.

## Demografija
V naselju živi 19 polnoletnih prebivalcev, pri čemer je njihova povprečna starost 68,8 let (65,8 pri moških in 71,4 pri ženskah). Naselje ima 12 gospodinjstev, pri čemer je povprečno število članov na gospodinjstvo 1,58.
Prebivalstvo je večinoma nehomogeno, a v času zadnjih treh popisov je opazno zmanjšanje števila prebivalcev.
|  |

| Demografija | Demografija     | Demografija     |
| Leto        | Št. prebivalcev | Št. prebivalcev |
| ----------- | --------------- | --------------- |
|             |                 |                 |
|             |                 |                 |
|             |                 |                 |
|             |                 |                 |
| 1948        | 286             |                 |
| 1953        | 270             |                 |
| 1961        | 146             |                 |
| 1971        | 75              |                 |
| 1981        | 36              |                 |
| 1991        | 28              | 28              |
| 2002        | 19              | 19              |
|             |                 |                 |

| Etnična sestava po popisu iz leta 2002 | Etnična sestava po popisu iz leta 2002 | Etnična sestava po popisu iz leta 2002 | Etnična sestava po popisu iz leta 2002 | Etnična sestava po popisu iz leta 2002 |
| -------------------------------------- | -------------------------------------- | -------------------------------------- | -------------------------------------- | -------------------------------------- |
| неизјашњени                            | неизјашњени                            |                                        | 9                                      | 47,38%                                 |
| Bolgari                                | Bolgari                                |                                        | 8                                      | 42,10%                                 |
| Srbi                                   | Srbi                                   |                                        | 2                                      | 10,52%                                 |